# Béni Khalled
Béni Khalled (arabisch بني خلاد, DMG Banī Ḫallād) ist eine Stadt im Nordosten von Tunesien und gehört zum Gouvernement Nabeul. Sie liegt im Landesinneren der Halbinsel Kap Bon und zählt rund 30.000 Einwohner.

## Klima
Beni Khalled besitzt ein gemäßigtes mediterranes Klima mit heißen, trockenen Sommern und feuchteren Wintern, entsprechend der Klimaklassifikation nach Köppen-Geiger.
Die durchschnittliche Jahrestemperatur beträgt etwa 17,7 °C. Die Temperaturen schwanken im Jahresverlauf in der Regel zwischen 10 °C und 26 °C. In Extremfällen liegen die Tiefstwerte bei etwa 5 °C, während Höchstwerte von bis zu 33 °C erreicht werden können.

## Wirtschaft
Beni Khalled ist eines der vier Hauptzentren des Zitrusanbaus auf der tunesischen Halbinsel Kap Bon, neben Menzel Bouzelfa, Soliman und Bou Argoub. Die Obstgärten dieser Region erstrecken sich über etwa 20.000 Hektar.

## Kultur und Kulturerbe
Beni Khalled ist bekannt für seine lokalen Feste und kulturellen Veranstaltungen. Das Frühlingsfestival findet seit 1983 statt und ist ein wichtiges Ereignis im kulturellen Leben der Stadt.
Außerdem wird das Festival der Goldenen Orange veranstaltet, dessen erste Ausgabe im Jahr 2015 stattfand. Die Veranstaltung ist der Zitrusproduktion gewidmet, insbesondere der Orange, die eine zentrale Rolle in der lokalen Landwirtschaft spielt. Neben Ausstellungen und Verkostungen umfasst das Festival auch kulturelle und folkloristische Programmpunkte. In einer früheren Ausgabe wurde im Rahmen des Festivals das bislang größte Glas Orangensaft Tunesiens präsentiert.

## Sport
Der Fußballklub ES Béni Khalled ist der bedeutendste Sportverein der Stadt. Die Heimspiele finden im Stade Habib Tajouri statt, das etwa 4000 Zuschauer fasst.
Die Mannschaft spielte mehrfach in der ersten Liga Tunesiens.

## Nachweise
1. ↑  tun.postcodebase.com Beni Khalled, Nabeul: 8021, 3. Juli 2025 (französisch)
2. ↑  citypopulation.de Béni Khalled Municipality in Tunisia, 3. Juli 2025.
3. ↑  Climate-data.org: Climat Béni Khalled, abgerufen am 3. Juli 2025 (französisch).
4. ↑  Cap Bon: Exportsaison 2022/23 für Malteser-Orangen hat begonnen, tunesienexplorer.de, abgerufen am 3. Juli 2025.
5. ↑  TAP – 34ème édition du Festival du printemps à Béni Khalled (französisch), abgerufen am 3. Juli 2025.
6. ↑  Tuniscope – Festival de l’orange d’or à Béni Khalled (französisch), abgerufen am 3. Juli 2025.
7. ↑  Festival de l'orange d'or à Beni Khalled : le plus grand verre de jus d'orange en Tunisie (französisch), abgerufen am 4. Juli 2025.